# Czynnościowe nauczanie matematyki
Czynnościowe nauczanie matematyki – postępowanie dydaktyczne, uwzględniające stale i konsekwentnie operatywny charakter matematyki równolegle z psychologicznym procesem interioryzacji prowadzącym od czynności konkretnych i wyobrażeniowych do operacji abstrakcyjnych. Ta metoda nauczania została stworzona przez prof. Annę Zofię Krygowską, a do jej rozwoju przyczyniła się głównie prof. Helena Siwek. Nauczanie czynnościowe stanowi współcześnie jedną z trzech głównych (obok nauczania realistycznego oraz nauczania problemowego) strategii nauczania matematyki.
Profesor Krygowska w roku 1957 opracowała psychologiczne i metodologiczne podstawy metody czynnościowego nauczania matematyki. Przedstawiła także argumentację uzasadniającą potrzebę oparcia nauczania matematyki na metodzie czynnościowej. W serii publikacji naukowych (1955, 1956, 1967) ukazywała związek psychologii z operatywnym charakterem symbolicznego języka matematycznego.

## Cechy czynnościowego nauczania matematyki
Czynnościowe nauczanie matematyki opiera się na wydobywaniu z materiału nauczania poprzez analizę teoretyczną podstawowych operacji w każdej definicji, twierdzeniu, dowodzie oraz na świadomym organizowaniu sytuacji problemowych, by sprzyjały one procesowi interioryzacji i kształtowaniu myślenia matematycznego, jako specyficznego działania opartego na swobodnym i świadomym posługiwaniu się przyswajanymi stopniowo operacjami. Podobnie jak operacje konkretne są oparte na systemie podstawowych, prostych, specyficznych czynności elementarnych, tak również działanie w abstrakcji matematycznej jest oparte na systemie podstawowych, specyficznych operacji myślowych. Czynnościowe nauczanie matematyki świadomie i planowo uczy tych operacji myślowych poprzez racjonalne uczenie myślenia matematycznego jako naturalnego, dobrze zorganizowanego i ekonomicznego działania w abstrakcji. Na każdym kolejnym poziomie operacji, na kolejnych piętrach abstrakcji, następuje rozwój myślenia ucznia. W metodzie tej kluczowy jest bardzo przemyślany dobór przykładów oraz zadań, by odpowiadał wymaganiom stawianym przez matematykę, dydaktykę, psychologię i pedagogikę. W umyśle ucznia tworzy się taka koncepcja matematyki, jaka ukazuje mu się przez pryzmat rozwiązywanych przez niego zadań. Głównym celem tej metody jest, aby uczeń zdobywał wiedzę operatywną, a nie na drodze chaotycznych prób rozwiązywania schematycznych zadań.
W czynnościowym nauczaniu matematyki podczas lekcji stroną aktywną powinien być uczeń, a nie nauczyciel. Ten ostatni powinien pełnić jedynie rolę doradczą, koordynować działania uczniów oraz inspirować. Uczeń nie ma biernie kontemplować matematyki, lecz działać. W metodzie tej oprócz indywidualnej pracy ucznia ważna jest także umiejętność zbierania oraz odpowiedniego referowania uzyskanych wyników.
Prof. Krygowska sformułowała podstawowe cechy czynnościowego nauczania matematyki:
1. Celowe i właściwe wiązanie czynności konkretnych z myślowymi operacjami[14]. Uczeń konstruuje swoją wiedzę w interakcji z materiałami i zadaniami na drodze bogatych doświadczeń pod kierunkiem nauczyciela i we współpracy z innymi uczniami[2].
2. Uwzględnianie różnych ciągów operacji prowadzących do tego samego rezultatu[14].
3. Stawianie ucznia w sytuacjach, w których znane mu schematy postępowania zawodzą i musi wymyślić nowe[14].
4. Konsekwentne uczenie swobodnego posługiwania się poznanymi operacjami[14].
5. Wiązanie operacji z operacjami do nich odwrotnymi[14].
6. Wiązanie operacji z różnych dziedzin matematyki w bardziej złożone struktury[14].
7. Wiązanie treści matematycznych z wyraźnie formułowanymi schematami postępowania[14].
8. Przyzwyczajanie ucznia do tego, iż wyłącznie określone planowe działanie (a nie bierna kontemplacja i oczekiwanie na pomysł) prowadzi do rozwiązania zadania[14].
9. Słowne opisywanie operacji[14].
10. Zwracanie uwagi na to, by stosowana symbolika także miała operatywny charakter (np. strzałki jako symbol relacji przyporządkowania)[14].

## Rola czynności konkretnych w koncepcji czynnościowego nauczania matematyki
Czynności konkretne w czynnościowym nauczaniu matematyki mogą pełnić różne role. Mogą:
- być źródłem procesu interioryzacji, w którym z czynności konkretnych powstają pewne operacje myślowe[14];
- być wykonywane równolegle z operacjami myślowymi, wspierać je, pobudzać i stabilizować[14];
- stanowić weryfikację efektywności myślowego ciągu operacji[14].

## Rozwój myślenia w koncepcji czynnościowego nauczania matematyki
W koncepcji czynnościowego nauczania matematyki wyróżnia się trzy etapy rozwoju myślenia matematycznego.
1. Myślenie praktyczne[7]. Myślenie to opiera się na umiejętności wyboru desygnatów pojęcia w formie ich konkretnych reprezentantów, organizowaniu doświadczeń, tworzeniu schematów czynnościowych ściśle związanych z aktywnością fizyczną, porównywaniu, przyporządkowywaniu, szeregowaniu, porządkowaniu, a także grupowaniu elementów według ich cech wspólnych[7]. W myśleniu praktycznym zachodzi wynikanie od czynności do rezultatu[7].
Przykład zadania na tym etapie: zabawa sześciennymi klockami, które można grupować na jedności, dziesiątki i setki[7].
2. Myślenie obrazowe[7]. Myślenie to opiera się na tworzeniu schematów sprawozdawczo-antycypacyjnych przewidujących wynik doświadczenia na podstawie dotychczasowych czynności oraz kształtujących intuicyjne i obrazowe rozumienie pojęć[7]. W myśleniu obrazowym zachodzi związek między schematem i wyobrażeniem[7].
Przykład zadania na tym etapie: translacja o wektor (np. szukanie obrazu figur geometrycznych w różnych translacjach)[7].
3. Myślenie hipotetyczno-dedukcyjne[7]. Myślenie to jest myśleniem abstrakcyjnym, które opiera się na umiejętności wnioskowania, przewidywania, formułowania hipotez, formułowania warunków koniecznych i wystarczających, budowania negacji zdań, konstruowania algorytmów, stosowania zaawansowanego języka symbolicznego, konstruowania i posługiwania się definicjami oraz rozpoznawania struktury logicznej wypowiedzi (np. koniunkcje, alternatywy, implikacje itp.)[7].
Przykład zadania na tym etapie: porównywanie różnych przekształceń w poszukiwaniu punktów stałych oraz niezmienników, badanie, czy dane przekształcenia z działaniem ich składania tworzą grupę itp.[7].

## Przykład: uczenie dodawania liczb naturalnych
Początkowym etapem czynnościowego nauczania dodawania liczb naturalnych, opartym na operacjach konkretnych, jest zabawa klockami. Uczniowie mogą np. dosuwać do siebie klocki o odpowiedniej długości i odkrywać długość połączonych w ten sposób klocków. Kolejną fazą jest interioryzacja w kierunku ikonicznym – czynność dosuwania klocków określonej długości zastępowana jest wykonywaniem rysunków odpowiednio długich wąskich pasków. Ostatni etap interioryzacji to etap symboliczny – uczniowie posługują się symbolami liczb i znakami działań, które zastępują przedmioty i operacje konkretne.

## Nauczanie czynnościowe a nauczanie realistyczne
Nauczanie metodą czynnościową jest szczególne efektywne w połączeniu z nauczaniem realistycznym. W obu strategiach osobą najbardziej aktywną jest uczeń, a nauczyciel pełni jedynie rolą doradczą przy trudnościach przekraczających samodzielne możliwości ucznia. Metody te różnią się od siebie tym, że metoda czynnościowa kładzie nacisk na czynności potrzebne do skonstruowania pojęcia matematycznego, a następnie przypisanie go do sytuacji rzeczywistej, natomiast w metodzie realistycznej proces ten przebiega odwrotnie.

## Błędne wyobrażenia o czynnościowym nauczaniu matematyki
- Mit: czynnościowe nauczanie matematyki polega wyłącznie na wykonywaniu czynności konkretnych[3].
  - Fakt: Metody czynnościowej nie należy mylić z metodą poglądową[3]. Np. samo używanie klocków na lekcji matematyki nie wystarczy, by nazwać to metodą czynnościową nauczania matematyki[3]. Metoda ta musi wiązać się z odpowiednim rozumowaniem, wnioskowaniem oraz uogólnianiem matematycznym[16]. Czynności konkretne muszą być tak dobrane, by odwoływały się do istoty danych pojęć matematycznych, oraz musi następować analiza teoretyczna czynności[3]. Można użyć klocków np. by odkryć, że {\displaystyle 2\cdot 5=5\cdot 2} (dwie grupki po pięć klocków to tyle samo co pięć grupek po dwa klocki), lecz odkrycie ogólnej własności przemienności mnożenia wymaga uzmiennienia stałych w tym przykładzie paradygmatycznym[17].
- Mit: czynnościowe nauczanie matematyki stosuje się tylko w nauczaniu wczesnoszkolnym[3].
  - Fakt: Prawdą jest, że nauczanie czynnościowe stosowane jest przede wszystkim w nauczaniu wczesnoszkolnym[10]. Niektórzy nauczyciele i dydaktycy uważają wręcz, że jest to jedyna właściwa (niezbędna) metoda nauczania matematyki na etapie wczesnoszkolnym[10]. Jednak czynnościowe nauczanie matematyki jest stosowane także na wyższych etapach edukacyjnych[10][3][13]. Na wyższych etapach edukacji podział na czynności konkretne, wyobrażeniowe i abstrakcyjne staje się mniej wyraźny, lecz po poddaniu lekcji analizie dydaktycznej podział ten staje się widoczny[10]. Np. konstrukcja całki Riemanna ma także charakter czynnościowy – np. dzielenie przedziału na skończoną liczbę przedziałów[4].